# العلاقات الباراغوايانية الفلسطينية
العلاقات الباراغوايانية الفلسطينية هي العلاقات الدولية بين باراغواي ودولة فلسطين.

## التاريخ
عام 1947، صوتت باراغواي لصالح قرار تقسيم فلسطين.
عام 1969، وافقت رئيسة وزراء إسرائيل جولدا مائير على خطة لدفع 60 ألف فلسطيني من سكان غزة إلى مغادرة البلاد إلى باراغواي. كان يحكم باراغواي نظام ألفريدو سترويسنر الذي رأي في الفلسطينيين مهاجرين مثاليين معظمهم من المسلمين لا يميلون إلى الشيوعية وقد وافق على الخطة عام 1967 في أعقاب حرب 1967. نصت الخطة على منح الفلسطينيين امتيازات وإغراءات بالإضافة إلى الجنسية.
بدأت العلاقات الدبلوماسية بين باراغواي ودولة فلسطين في 25 مارس 2005.
في 28 يناير 2011، أعلنت وزارة خارجية باراغواي اعتراف بلادهم بدولة فلسطين على حدود 1967 وعاصمتها القدس الشرقية.
نقلت الولايات المتحدة بقيادة ترامب مقر سفارتها لدى إسرائيل من تل أبيب إلى القدس واعترفت بالقدس عاصمة لإسرائيل، لاحقًا قرر رئيس باراغواي هوراسيو كارتيس اتخاذ خطوة مماثلة بنقل سفارة بلاده إلى القدس في مايو 2018.
لاحقًا في سبتمبر 2018، تولى ماريو عبدو بينيتيز رئاسة باراغواي وقرر إعادة مقر السفارة إلى تل أبيب. أشادت دولة فلسطين بالخطوة وقرر الرئيس الفلسطيني افتتاح سفارة لبلاده في العاصمة أسونسيون.
في فبراير 2021، أكدت باراغواي عبر وزير خارجيتها اوكليديس اسيفيدو دعم بلاده لحل الدولتين ودعم فلسطين في المحافل الدولية.
في 10 مايو 2024 بعد اجتماع الجمعية العامة للأمم المتحدة وبتصويت 143 دولة تم اعتماد القرار باعتبار فلسطين دولة كاملة العضوية في الأمم المتحدة. وكانت من الدول الممتنعة عنِ التصويت 25 دولة منها: باراغواي.
في 16 أغسطس 2023، قال وزير الخارجية الإسرائيلي أن باراغواي ستنقل سفارتها إلى القدس.
في ديسمبر 2024، افتتح رئيس باراغواي سانتياغو بينا مقر سفارة بلاده لدى إسرائيل في القدس بدلا من تل أبيب.

### التمثيل الدبلوماسي
يتم التمثيل الدبلوماسي لباراغواي لدى دولة فلسطين عبر سفارتها في بيروت.